# Samo ku waar
Samo ku waar («Viva eternamente in pace») è l'inno nazionale del Somaliland.

## Storia
L'effimero Stato del Somaliland, nel brevissimo periodo della sua indipendenza (26 giugno-1º luglio 1960), adottò per inno nazionale una composizione di musicisti autoctoni trascritta dal direttore di banda militare britannico R. A. Y. Mitchell.
L'inno adottato nel 1997 fu scritto, completo di testo e musica, da Hassan Sheikh Mumin, autore teatrale e compositore somalo.

## Testo
| Testo in somalo | Testo in osmanya somalo | Testo in arabo | Traduzione |
| --- | --- | --- | --- |
| Samo ku waar, samo ku waar Sarreeye calanka sudhan bilay dhulkiisa Samo ku waariyoo, iyo bogaadin sugan Hanbalyo suuban kugu salaannee, samo ku waar Geesiyaashii naftooda u sadqeeyay, qarannimada Soomaaliland Xuskooda dhowrsan kugu salaannee, samo ku waar Guulside xanbaarsan, Soo noqoshadiisa Kalsooniduu mutaystayee dastuurka Dastuurka kugu salaan, kugu salaannee Midnimo walaalnimo Goobanimo Islaanimo kugu salaanee samow samidiyo Samo ku waar, samo ku waar, Soomaaliland | 𝄆 𐒈𐒖𐒑𐒙 𐒏𐒚 𐒓𐒛𐒇, 𐒈𐒖𐒑𐒙 𐒏𐒚 𐒓𐒛𐒇 𝄇 𐒈𐒖𐒇𐒇𐒜𐒕𐒗 𐒋𐒖𐒐𐒖𐒒𐒏𐒖 𐒈𐒚𐒊𐒖𐒒 𐒁𐒘𐒐𐒖𐒕 𐒊𐒚𐒐𐒏𐒕𐒈𐒖 𐒈𐒖𐒑𐒙 𐒏𐒚 𐒓𐒛𐒇𐒘𐒕𐒝, 𐒘𐒕𐒙 𐒁𐒙𐒌𐒛𐒆𐒘𐒒 𐒈𐒚𐒌𐒖𐒒 𝄆 𐒔𐒖𐒒𐒁𐒖𐒐𐒕𐒙 𐒈𐒓𐒁𐒖𐒒 𐒏𐒚𐒌𐒚 𐒈𐒖𐒐𐒛𐒒𐒒𐒜, 𐒈𐒖𐒑𐒙 𐒏𐒚 𐒓𐒛𐒇 𝄇 𝄆 𐒌𐒜𐒈𐒘𐒕𐒛𐒉𐒕 𐒒𐒖𐒍𐒂𐒝𐒆𐒖 𐒚 𐒈𐒖𐒆𐒎𐒜𐒕𐒖𐒕, 𐒎𐒖𐒇𐒖𐒒𐒒𐒘𐒑𐒖𐒆𐒖 𐒈𐒝𐒑𐒛𐒐𐒘𐒐𐒖𐒒𐒆 𝄇 𝄆 𐒄𐒚𐒈𐒏𐒝𐒆𐒖 𐒊𐒙𐒓𐒇𐒈𐒖𐒒 𐒏𐒚𐒌𐒚 𐒈𐒖𐒐𐒛𐒒𐒒𐒜, 𐒈𐒖𐒑𐒙 𐒏𐒚 𐒓𐒛𐒇 𝄇 𝄆 𐒌𐒓𐒐𐒈𐒘𐒆𐒗 𐒄𐒖𐒒𐒁𐒛𐒇𐒈𐒖𐒒, 𐒈𐒝 𐒒𐒙𐒎𐒙𐒉𐒖𐒆𐒕𐒈𐒖 𝄇 𐒏𐒖𐒐𐒈𐒝𐒒𐒘𐒆𐒓 𐒑𐒚𐒂𐒖𐒕𐒈𐒂𐒖𐒕𐒜 𐒆𐒖𐒈𐒂𐒓𐒇𐒏𐒖 𐒆𐒖𐒈𐒂𐒓𐒇𐒏𐒖 𐒏𐒚𐒌𐒚 𐒈𐒖𐒐𐒛𐒒, 𐒏𐒚𐒌𐒚 𐒈𐒖𐒐𐒛𐒒𐒒𐒜 𝄆 𐒑𐒘𐒆𐒒𐒘𐒑𐒙 𐒓𐒖𐒐𐒛𐒐𐒒𐒘𐒑𐒙 𐒌𐒝𐒁𐒖𐒒𐒘𐒑𐒙 𝄇 𝄆 𐒘𐒈𐒐𐒛𐒒𐒘𐒑𐒙 𐒏𐒚𐒌𐒚 𐒈𐒖𐒐𐒛𐒒𐒜 𐒈𐒖𐒑𐒙𐒓 𐒈𐒖𐒑𐒘𐒆𐒘𐒕𐒙 𝄇 𝄆 𐒈𐒖𐒑𐒙 𐒏𐒚 𐒓𐒛𐒇 𐒈𐒖𐒑𐒙 𐒏𐒚 𐒓𐒛𐒇 𐒈𐒝𐒑𐒛𐒐𐒘𐒐𐒖𐒒𐒆 𝄇 | حياة طويلة مع السلام, حياة طويلة مع السلام إلى العلم العالي يجلب الجمال لأرضنا حياة طويلة مع السلام، والاعجاب نحييكم بفرح، حياة طويلة مع السلام الأبطال الذين ضحوا بحياتهم، لأمة أرض الصومال نحييكم مع الذاكرة، حياة طويلة مع السلام وعودة حامل النجاح لرمز النهضة للدستور الموثوق نحييكم بالوحدة الاخوان السيادة والإسلام حياة طويلة مع السلام، حياة طويلة مع السلام، أرض الصومال حياة طويلة مع السلام، حياة طويلة مع السلام، أرض الصومال! | Viva eternamente in pace, viva eternamente in pace Alla bandiera che sventola alta e porta bellezza alla nostra terra Viva eternamente in pace e ammirazione Salutiamo con gioia, viva eternamente in pace Agli eroi che hanno sacrificato la loro vita, per la nazione del Somaliland Ti salutiamo con ricordo, viva eternamente in pace E il ritorno del portatore di successo Per il Simbolo della Rinascita Per la Costituzione della Fiducia Ti salutiamo con unità e fratellanza Sovranità e Islam Viva eternamente in pace, viva eternamente in pace, Somaliland |